# Necydalis alpinicola
Necydalis alpinicola är en skalbaggsart som beskrevs av Tatsuya Niisato och Ohbayashi N. 2003. Necydalis alpinicola ingår i släktet stekelbockar, och familjen långhorningar. Inga underarter finns listade i Catalogue of Life.